# 加勒沃特

虛構的加勒沃特紋章。

加勒沃特（Galehaut，其他常見的拼寫有Galaha[l/u]t, Galeho[l]t, Gallehau[l]t, Galhault, Galetto）是亚瑟王传说中的半巨人骑士。他是13世紀的亞瑟王文學作品Lancelot-Grail故事集中的重要角色。在故事中，他是敵對的貴族，后来成为亚瑟王的盟友，同时也是亞瑟王的第一騎士蘭斯洛特之密友（有時也被詮釋為情人  )。 加勒沃特的形象不应与蘭斯洛特之子加拉哈德（也是蘭斯洛特的本名）以及其他名字拼寫類似的角色搞混。

## Lancelot-Grail與其後文本的描述
加勒沃特，也被稱為远方群岛之王（le sire des Isles Lointaines） ，在Lancelot-Grail故事集的＂Book of Galehaut＂之章首次登場。故事中，他的生母是一個美麗的女巨人，他雄心勃勃、身材高大，从默默无闻中脱颖而出，挑战亚瑟王並争夺他的國土Logres王国。

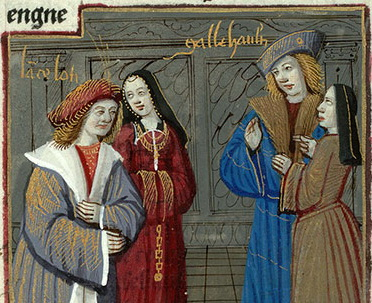
1494年的Lancelot-Grail插畫，畫中的人物有蘭斯洛特、桂妮薇爾與加勒沃特。

就在加勒沃特的軍隊即將戰勝亞瑟王之際，加勒沃特出於對亞瑟王手下一名無名騎士的欣賞，轉而向亞瑟王宣誓效忠，而這名騎士便是當時剛投靠亞瑟王的兰斯洛特。後來蘭斯洛特接受了加勒沃特成為他的同伴，一些学者将他們之間的情誼解释为友谊 ，也有人将其解释为同性恋。加勒沃特在故事中被定位為悲劇人物，就像他向亞瑟王投降一样，他也在桂妮薇爾面前让步，為她與蘭斯洛特牽線。加勒沃特最终與蘭斯洛特失散（兰斯洛特先是被摩根·勒菲绑架，然后发疯失踪），并因為假消息誤以為蘭斯洛特已死，因而死於悲痛，葬於欢乐堡（Joyous Gard）。加勒沃特的故事基本上到此結束，而在Lancelot-Grail故事集的結尾，蘭斯洛特與他合葬。
自克雷蒂安·德·特魯瓦（Chrétien de Troyes，12世紀宮廷詩人）以来，兰斯洛特与王后桂妮薇爾的愛情一直是亞瑟王故事中的重要元素。然而，Lancelot-Grail故事集開創了另一條感情線，加勒沃特为了兰斯洛特，牺牲了自己的权力、幸福，并最终牺牲了自己的生命。後來这个角色在許多其他不同語言的亚瑟王的故事中以再次出现，但意义不同。集大成的亞瑟王故事集---15 世纪湯瑪斯·馬洛禮的《亞瑟之死》 将他简化为與蘭斯洛特亦敵亦友的、不太重要的角色以專注描述桂妮薇爾與蘭斯洛特的感情。然而，马洛里还是创造了兰斯洛特的另一名同伴，名字与加勒沃特相似。在意大利羅曼史Tristano Riccardiano中，加勒沃特為了為父母報仇，在与崔斯坦决斗后因伤而死。

## 影響
但丁在《神曲》地獄篇第五章中描述，《加勒沃特》（Galehaut）是男女主角保罗和弗朗西斯卡屈服于他们的爱时一直在读的一本书。在但丁的故事中，該書是與書名同名者所著，他是兰斯洛特和女王之间的中间人。
薄伽丘被加勒沃特的慷慨所感动，用他的名字作为十日谈的副標題（“Il Principe Galeotto”）。
西班牙古语中，galeoto為皮条客的代稱。
可能由於馬洛里對加勒沃特故事的簡化，现代读者有时会将Galehaut误认为是加拉哈德（Galahad）的另一種拼法。然而，兩者的故事截然不同，不應該混淆。